# Ocie Stockard
Ocie Stockard was een Amerikaanse banjospeler (tenorbanjo), zanger en bandleider die in de stijl western swing speelde.
Stockard was banjoïst bij Milton Brown. Na de dood van de bandleider richtte Stockard zelf een groep op, Ocie Stockard and the Wanderers, waarmee hij in 1937 opnames maakte. Op de meeste van deze nummers zong hij. Ook in 1941 en 1946 maakte hij verschillende opnames. In de jaren veertig speelde hij tevens banjo bij Western Swing-koning Bob Wills. Verder werkte hij onder meer met Jimmie Davis.

## Discografie
- Western Swing Chronicles, vol. 3, Origin Records, 2004